# Guglielmo di Baden-Baden
Guglielmo di Baden-Baden (Baden-Baden, 30 luglio 1593 – Baden-Baden, 22 maggio 1677) fu margravio di Baden-Baden dal 1621 al 1677.
Guglielmo era il figlio maggiore del margravio Edoardo Fortunato di Baden-Baden e di Maria von Eicken. Durante la propria carriera militare e politica, divenne generale feldmaresciallo del Sacro Romano Impero e giudice di Camera a Spira, guadagnandosi così il soprannome popolare di Wilhelm der Kammerrichter. Fu nonno del famoso generale imperiale Luigi Guglielmo. Venne nominato anche cavaliere dell'Ordine del Toson d'oro.
Guglielmo prese effettiva reggenza del margraviato dopo la morte di suo padre (fine del 1621), all'inizio del 1622, sotto la reggenza di Giorgio Federico di Baden-Durlach. Giorgio Federico era fratello di Ernesto Federico che nel 1594 aveva ottenuto anche il margraviato di Baden-Baden, riunendo tutti i domini del Baden. Dopo che Edoardo Fortunato ebbe venduto il proprio margraviato alla famiglia dei Fugger per una considerevole somma di denaro, questo fu riacquistato da Giorgio Federico, il quale, essendo morto senza eredi, lo passò al giovane Guglielmo.
Poco dopo l'inizio della reggenza di Guglielmo sul Baden-Baden, scoppiò la Guerra dei trent'anni, fatto che segnò profondamente la regione. Ad aggravare la già precaria situazione, una catastrofica epidemia di peste si diffuse tra il 1626 ed il 1631, mietendo oltre 244.000 persone che morirono a Baden-Baden, Steinbach e Bühl.
Nel 1631 Guglielmo riprese le trattative con il generale svedese, il Conte Gustav Horn, che lo portarono a firmare la Pace di Praga del 30 maggio 1635 e la Pace di Vestfalia del 24 ottobre 1648 a Münster.
Alla sua morte, il 22 maggio 1677, gli succedette il nipote Luigi Guglielmo, figlio del suo figlio primogenito Ferdinando Massimiliano.

## Matrimonio e figli
Guglielmo si sposò due volte.
Il primo matrimonio venne celebrato il 13 ottobre 1624 con la Principessa Caterina Ursula di Hohenzollern-Hechingen († 2 giugno 1640), figlia del Principe Giovanni Giorgio di Hohenzollern-Hechingen. Da questo matrimonio nacquero i seguenti eredi:
- Ferdinando Massimiliano (23 settembre 1625 a Baden-Baden - † 4 novembre 1669 ad Heidelberg)
- Leopodo Guglielmo (16 settembre 1626 - 1º marzo 1671 a Baden-Baden), Feldmaresciallo dell'Impero
- Filippo Sigismondo (25 agosto 1627-1647), Cavaliere dell'Ordine di Malta
- Guglielmo Cristoforo (12 ottobre 1628 a Baden-Baden-25 agosto 1652), arciprete di Colonia
- Ermanno (12 ottobre 1628 a Baden-Baden - 2 ottobre 1691)
- Bernardo (22 ottobre 1629-1648/1649 a Roma)
- Isabella Eugenia Clara (14 novembre 1630-1632)
- Caterina Francesca Enrichetta (19 novembre 1631-agosto 1691 a Besançon), Monaca
- Claudia (15 maggio 1633-morta in gioventù)
- Enrichetta (12 luglio 1634-morta in gioventù)
- Anna (12 luglio 1634-31 marzo 1708 a Baden-Baden)
- Maria (1636–1636)
- Francesco (1637–1637)
- Maria Giuliana (1638–1638)

Alla morte della prima moglie, Guglielmo si risposò nel 1650 con la Contessa Maria Maddalena di Oettingen-Baldern (1619-31 agosto 1688), figlia del Conte Ernesto di Oettingen-Baldern. Da questo matrimonio nacquero:
- Filippo Francesco Guglielmo (30 aprile 1652 Baden-Baden-14 gennaio 1655)
- Maria Anna Guglielmina (8 settembre 1655 a Baden-Baden-22 agosto 1701), sposò il 17 luglio 1680 il Principe Ferdinand August von Lobkowitz
- Carlo Bernardo (14 gennaio 1657 a Baden-Baden-6 luglio 1678 a Rheinfenden)
- Eva (?-?)
- Maria (?-?)

## Ascendenza
|                                    |   |                                | Genitori                      |  |  | Nonni |  |  | Bisnonni                    |  |  | Trisnonni             |  |
|                                    |   |                                |                               |  |  |       |  |  | Bernardo III di Baden-Baden |  |  | Cristoforo I di Baden |  |
|                                    |   |                                |                               |  |  |       |  |  | Bernardo III di Baden-Baden |  |  | Cristoforo I di Baden |  |
|                                    |   | Ottilia von Katzenelnbogen     |                               |  |  |       |  |  | Bernardo III di Baden-Baden |  |  |                       |  |
| Cristoforo II di Baden-Rodemachern |   |                                |                               |  |  |       |  |  | Bernardo III di Baden-Baden |  |  |                       |  |
|                                    |   | Francesca di Lussemburgo-Ligny | Carlo I di Ligny              |  |  |       |  |  |                             |  |  |                       |  |
|                                    |   | Francesca di Lussemburgo-Ligny | Carlo I di Ligny              |  |  |       |  |  |                             |  |  |                       |  |
|                                    |   | Francesca di Lussemburgo-Ligny | …                             |  |  |       |  |  |                             |  |  |                       |  |
| Edoardo Fortunato di Baden-Baden   |   | Francesca di Lussemburgo-Ligny |                               |  |  |       |  |  |                             |  |  |                       |  |
|                                    |   | Gustavo I di Svezia            | Erik Johansson Vasa           |  |  |       |  |  |                             |  |  |                       |  |
|                                    |   | Gustavo I di Svezia            | Erik Johansson Vasa           |  |  |       |  |  |                             |  |  |                       |  |
|                                    |   | Gustavo I di Svezia            | Cecilia Månsdotter Eka        |  |  |       |  |  |                             |  |  |                       |  |
| Cecilia Vasa                       |   | Gustavo I di Svezia            |                               |  |  |       |  |  |                             |  |  |                       |  |
|                                    |   | Margherita Leijonhufvud        | Erik Abrahamsson Leijonhufvud |  |  |       |  |  |                             |  |  |                       |  |
|                                    |   | Margherita Leijonhufvud        | Erik Abrahamsson Leijonhufvud |  |  |       |  |  |                             |  |  |                       |  |
|                                    |   | Margherita Leijonhufvud        | Ebba Eriksdotter Vasa         |  |  |       |  |  |                             |  |  |                       |  |
| Guglielmo di Baden-Baden           |   | Margherita Leijonhufvud        |                               |  |  |       |  |  |                             |  |  |                       |  |
|                                    | … | …                              |                               |  |  |       |  |  |                             |  |  |                       |  |
|                                    | … | …                              |                               |  |  |       |  |  |                             |  |  |                       |  |
|                                    | … | …                              |                               |  |  |       |  |  |                             |  |  |                       |  |
| Joost van der Eycken               | … |                                |                               |  |  |       |  |  |                             |  |  |                       |  |
|                                    |   | …                              | …                             |  |  |       |  |  |                             |  |  |                       |  |
|                                    |   | …                              | …                             |  |  |       |  |  |                             |  |  |                       |  |
|                                    |   | …                              | …                             |  |  |       |  |  |                             |  |  |                       |  |
| Maria van Eicken                   |   | …                              |                               |  |  |       |  |  |                             |  |  |                       |  |
|                                    |   | …                              | …                             |  |  |       |  |  |                             |  |  |                       |  |
|                                    |   | …                              | …                             |  |  |       |  |  |                             |  |  |                       |  |
|                                    |   | …                              | …                             |  |  |       |  |  |                             |  |  |                       |  |
| Barbara de Mol                     |   | …                              |                               |  |  |       |  |  |                             |  |  |                       |  |
|                                    |   | …                              | …                             |  |  |       |  |  |                             |  |  |                       |  |
|                                    |   | …                              | …                             |  |  |       |  |  |                             |  |  |                       |  |
|                                    |   | …                              | …                             |  |  |       |  |  |                             |  |  |                       |  |
|                                    |   | …                              |                               |  |  |       |  |  |                             |  |  |                       |  |